# Робсон, Гай Коберн
Гай Коберн Робсон (англ. Guy Coburn Robson) (1888 — 1945) — британский зоолог, специализировавшийся на моллюсках, которым был описан антарктический гигантский кальмар (Mesonychoteuthis hamiltoni), самый крупный известный кальмар.

## Биография
Гай Коберн Робсон учился на морской биологической станции в Неаполе (Италия). В 1911 году начал работать в лондонском Музее естествознания, став заместителем хранителя отдела зоологии с 1931 по 1936 год, где занимался изучением головоногих.

## Научная деятельность
Робсон наиболее известен своей основной книгой «Вариации животных в природе» (англ. The Variations of Animals in Nature; в соавторстве с О. У. Ричардсом, 1936), в которой утверждал, что, хотя факт эволюции хорошо установлен, механизмы в значительной степени гипотетичны и не продемонстрированы. В книге утверждалось, что большинство различий между популяциями животных и родственными видами неадаптивны. Книга была опубликована до появления крупных разработок в теории современного эволюционного синтеза и содержала критическую оценку теории естественного отбора. Работа была положительно оценена в научных журналах в 1930-х годах. Британский зоолог Марк Ридли отметил, что «Робсон и Ричардс предположили, что различия между видами неадаптивны и не имеют ничего общего с естественным отбором».
Американский историк науки Уилл Проуэйн прокомментировал, что книга «пользовалась дурной славой с конца 1940-х годов из-за её антагонизма к естественному отбору», но отмечает, что это была «самая известная общая работа по таксономии животных» до работ Джулиана Хаксли и Эрнста Майра. Джулиан Хаксли в своей книге «Эволюция: современный синтез» (1942) описал книгу Робсона как «неоправданное преуменьшение роли отбора в эволюции».